# Mr. Church
Mr. Church (bra: Mr. Church) é um filme de comédia dramática estadunidense de 2016, dirigido por Bruce Beresford e escrito por Susan McMartin. Estrelado por Eddie Murphy, Britt Robertson, Xavier Samuel, Lucy Fry, Christian Madsen e Natascha McElhone, teve sua primeira aparição mundial no Festival de Cinema de Tribeca.

## Sinopse
O filme segue a história de Charlie e sua adoentada mãe, Marie, que sofre de um câncer de mama. Certa manhã, ao acordarem, conhecem o chef "Mr. Chuch", um homem sábio e de múltiplos talentos, que foi incumbido de cuidar das duas pelo falecido marido de Marie. Após a morte de Marie, Mr. Church se compromete a ajudar Charlie em tudo o que ela precisar, e a medida que a jovem cresce, aumentam suas curiosidades sobre esse homem misterioso que tanto a ajudou na vida, criando um forte laço familiar entre eles.

## Elenco
- Eddie Murphy - Mr. Henry Joseph Church
- Britt Robertson - Charlotte "Charlie" Brooks
  - Natalie Coughlin - Charlotte (jovem)
- Natascha McElhone - Marie Brooks
- Xavier Samuel - Owen
  - Lincoln Melcher - Owen (jovem)
- Lucy Fry - Poppy
- Christian Madsen - Eddie Larson
- Mckenna Grace - Izzy
- Thom Barry - Frankie Twiggs

## Produção
Em outubro de 2013, foi revelado que David Anspaugh dirigiria o filme a partir de um roteiro de Susan McMartin, com Lee Nelson, David Buelow e David Tish. Em 2011, McMartin escreveu "The Cook Who Came to Live With Us", que foi a história na qual o filme se baseia.
Em abril de 2014, foi revelado que Samuel L. Jackson, Uma Thurman e Juno Temple haviam sido escalados para o filme.
Em outubro de 2014, Eddie Murphy se juntou ao elenco do filme, substituindo Jackson, que teve que desistir devido a um conflito de agenda, com Bruce Beresford dirigindo o filme. Mark Canton e Courtney Solomon juntaram-se ao projeto como produtores.
Em novembro de 2014, Britt Robertson se juntou ao elenco do filme, substituindo Temple. Seu título provisório era Cook, mas foi renomeado para Henry Joseph Church, o nome completo do personagem de Murphy, antes de ser renomeado para Mr. Church.
Embora fosse diferente dos filmes de comédia pelos quais Murphy era conhecido, ele aceitou trabalhar no filme porque era "algo que [ele] não tinha feito antes. Foi o primeiro filme de Murphy em quatro anos.

## Recepção
Mr. Church recebeu resenhas negativas dos críticos. No Rotten Tomatoes, o filme tem uma avaliação de 24% baseada em 33 resenhas, com uma classificação média de 4,1/10. No Metacritic, o filme tem uma pontuação média ponderada de 37 em 100, com base em 12 críticos, indicando "resenhas geralmente desfavoráveis".